# 1912–1913-as belga labdarúgó-bajnokság (első osztály)
Az 1912–1913-as Jupiler League volt a 18. alkalommal megrendezett, legmagasabb szintű labdarúgó-bajnokság Belgiumban. A szezonban 12 klubcsapat vett részt.
A címvédő a Daring Club Molenbeek volt. A bajnoki trófeát az Union SG csapata nyerte meg, a bajnokság történetében hetedjére.

## Tabella
| Hely. | Csapat                | M  | Gy | D | V  | G+ | G– | Gk  | P  | Továbbjutás vagy kiesés  |
| ----- | --------------------- | -- | -- | - | -- | -- | -- | --- | -- | ------------------------ |
| 1.    | Union SG              | 22 | 18 | 2 | 2  | 82 | 19 | +63 | 38 | Tovább jutott a döntőbe  |
| 2.    | Daring Club Molenbeek | 22 | 18 | 2 | 2  | 82 | 12 | +70 | 38 | Tovább jutott a döntőbe  |
| 3.    | Rhodienne-De Hoek     | 22 | 13 | 5 | 4  | 61 | 23 | +38 | 31 |                          |
| 4.    | Beerschot AC          | 22 | 10 | 7 | 5  | 52 | 32 | +20 | 27 |                          |
| 5.    | Cercle Brugge         | 22 | 11 | 3 | 8  | 48 | 29 | +19 | 25 |                          |
| 6.    | Verviétois            | 22 | 8  | 4 | 10 | 49 | 47 | +2  | 20 |                          |
| 7.    | Club Brugge           | 22 | 9  | 1 | 12 | 41 | 46 | −5  | 19 |                          |
| 8.    | KRC Gent              | 22 | 6  | 7 | 9  | 31 | 36 | −5  | 19 |                          |
| 9.    | Antwerp               | 22 | 8  | 3 | 11 | 39 | 57 | −18 | 19 |                          |
| 10.   | Standard Liège        | 22 | 6  | 5 | 11 | 24 | 66 | −42 | 17 |                          |
| 11.   | RFC Liège             | 22 | 4  | 1 | 17 | 15 | 88 | −73 | 9  | Kiesett a másodosztályba |
| 12.   | Excelsior             | 22 | 0  | 2 | 20 | 11 | 84 | −73 | 2  | Kiesett a másodosztályba |

## Meccstáblázat
| Hazai \ Vendég        | ANT | BEE | CSB | FCB | DAR | EXC | RCB | USG | GAN | FCL  | STA | VER |
| --------------------- | --- | --- | --- | --- | --- | --- | --- | --- | --- | ---- | --- | --- |
| Antwerp               | —   | 2–1 | 2–4 | 1–0 | 1–2 | 5–0 | 2–2 | 0–3 | 4–1 | 3–1  | 6–1 | 0–3 |
| Beerschot AC          | 1–1 | —   | 2–1 | 3–2 | 1–0 | 8–0 | 1–1 | 4–4 | 4–1 | 7–1  | 2–2 | 3–2 |
| Cercle Brugge         | 7–0 | 1–3 | —   | 2–0 | 0–1 | 4–0 | 0–1 | 0–2 | 0–0 | 6–1  | 5–0 | 2–2 |
| Club Brugge           | 6–0 | 0–3 | 2–1 | —   | 3–3 | 3–2 | 2–4 | 1–0 | 1–0 | 7–0  | 1–3 | 2–3 |
| Daring Club Molenbeek | 5–0 | 2–1 | 4–1 | 5–0 | —   | 7–0 | 2–0 | 3–0 | 2–1 | 12–0 | 8–0 | 6–1 |
| Excelsior             | 1–3 | 1–3 | 1–3 | 0–3 | 0–5 | —   | 1–6 | 0–3 | 0–2 | 0–2  | 1–1 | 2–4 |
| Rhodienne-De Hoek     | 2–2 | 3–0 | 0–2 | 3–1 | 1–1 | 5–0 | —   | 1–2 | 2–2 | 6–0  | 9–0 | 3–1 |
| Union SG              | 4–1 | 4–2 | 6–0 | 6–2 | 2–1 | 4–0 | 2–1 | —   | 3–0 | 14–0 | 5–0 | 5–0 |
| KRC Gent              | 3–2 | 2–2 | 1–2 | 3–1 | 0–1 | 0–0 | 0–4 | 1–1 | —   | 3–0  | 5–1 | 3–2 |
| RFC Liège             | 1–2 | 1–0 | 0–5 | 1–2 | 0–6 | 3–1 | 0–1 | 0–3 | 1–1 | —    | 1–3 | 2–1 |
| Standard Liège        | 4–1 | 0–0 | 0–1 | 2–0 | 0–3 | 4–1 | 0–2 | 0–4 | 2–2 | 1–0  | —   | 1–1 |
| Verviétois            | 5–1 | 1–1 | 1–1 | 1–2 | 0–3 | 6–0 | 2–4 | 2–5 | 1–0 | 4–0  | 6–1 | —   |

## Döntő
| 1. csapat | Eredmény | 2. csapat             |
| --------- | -------- | --------------------- |
| Union SG  | 2–0      | Daring Club Molenbeek |